# 마쓰다이라 요리노리 (1832년)
마쓰다이라 요리노리(일본어: 松平頼升, 1832년 7월 29일 ~ 1872년 10월 25일)는 일본 에도 시대의 다이묘로, 모리야마번의 6대 번주이다. 관위는 종4위하, 다이가쿠노카미이다.
선대 번주 마쓰다이라 요리노부의 셋째 아들로 태어났다. 1862년, 아버지 요리노부가 사망하자 번주직을 계승하였다. 보신 전쟁이 발발하였을 때 신정부군에 대항하지 않고 즉각 항복했다. 1869년, 판적봉환으로 지번사에 임명되었으나 곧 은거하였고, 도쿠가와 나리아키의 스물두 번째 아들인 마쓰다이라 요리유키를 양자로 맞이하여 후사를 잇게 했다. 1872년에 사망하였다.
| 전임 마쓰다이라 요리노부 | 제6대 모리야마번 번주 1862년 ~ 1869년 | 후임 마쓰다이라 요리유키 |